# مؤثر في الانقباض العضلي
المؤثر في التقلص العضلي أو إنوتروب (بالإنجليزية: Inotrope)‏ هو عامل الذي يعمل على تعديل قوة أو طاقة الانقباضات العضلية . أما إنوتروب سلبي يعمل على إضعاف قوة الانقباضات العضلية. أما الإنوتروب الموجب يعمل على زيادة قوة الانقباضات العضلية.